# Dochmonota langori

Dochmonota langori  (лат.) — вид коротконадкрылых жуков из подсемейства Aleocharinae. Канада.

## Распространение
Встречается в провинции Саскачеван (Канада).

## Описание
Мелкие коротконадкрылые жуки, длина тела 2,2 — 2,5 мм. Основная окраска чёрная (включая усики и лапки). Тело тонко и плотно пунктированное. Средние и задние лапки 5-члениковые (передние 4-члениковые). Видовое название дано в честь натуралиста Дэвида Лангора (Dr. David W. Langor, Canadian Forest Service) за помощь в работе.  
Вид был впервые описан в 2016 году канадскими энтомологами Яном Климашевским (Jan Klimaszewski; Laurentian Forestry Centre, Онтарио, Канада) и Дэвидом Ларсоном (David J. Larson) вместе с видами D. simulans и D. websteri.